# Авторханов, Алихан Хусаинович
Алихан Хусаинович Авторханов (род. 8 марта 1990, Гудермес, Чечено-Ингушская АССР) — российский боксёр чеченского происхождения, призёр чемпионата России, мастер спорта России. Занимается боксом с 2000 года. Выступает в наилегчайшей (до 52 кг) и легчайшей весовых категориях (до 56 кг). Выступал за команду «Кремлёвские медведи». В домашнем матче против «Милано тендер» одержал победу над Витторио Парринелло.

## Спортивные результаты
- Чемпионат России по боксу 2009 года — .